# District de North 24 Parganas
Le district de North 24 Parganas  (hindi : উত্তর চব্বিশ পরগণা জেলা) est un district  de l'État du Bengale-Occidental, en Inde,

## Géographie
Au recensement de 2011, sa population compte 10 082 852 habitants.
Son chef-lieu est la ville de Barasat. 

La carte de districts

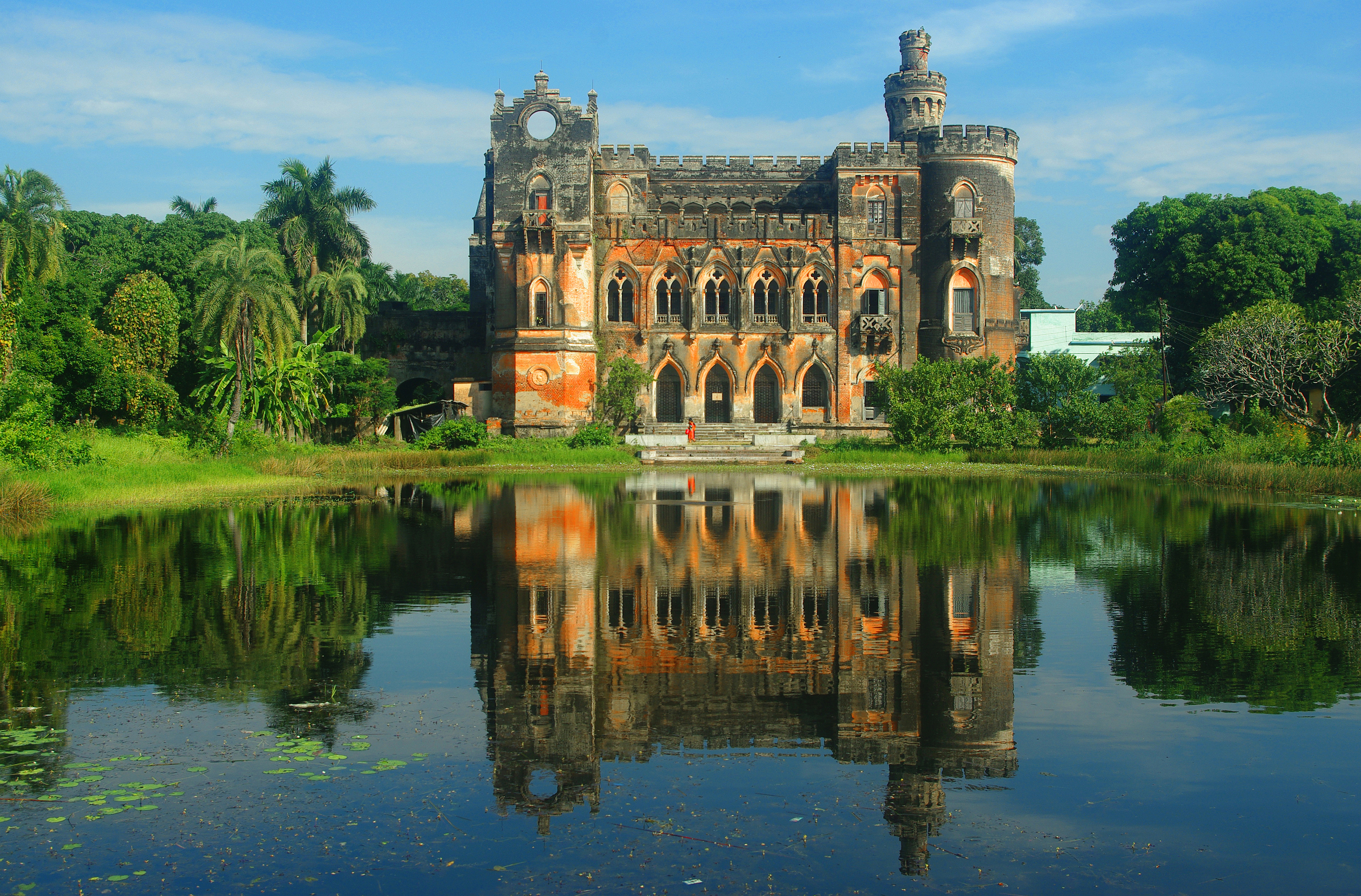
le chateau Gaine à Dhanyakuria dans le District de North 24 Parganas. Novembre 2012.

### Autres villes
- Kanchrapara (129 576 habitants) (2011)